# Piotr Sułowski
Piotr Sułowski (wzgl. Szułowski) herbu Strzemię (zm. przed 11 kwietnia 1588) – dziedzic Skołyszyna, sędzia grodzki w Bieczu.
Poseł na sejm lubelski 1566 roku, 1567 i 1569 roku z województwa krakowskiego. Jako przedstawiciel Korony Królestwa Polskiego podpisał akt unii lubelskiej 1569 roku.
Opiekunem żony P. Sułowskiego – Agnieszki Złótnikównej był Marcin Kromer, który będąc jej wujkiem, po przedwczesnej śmierci swojej siostry Natalii Kromer, zaopiekował się nią. 
Jego nagrobek znajduje się w Kościele Bożego Ciała w Bieczu, zaliczany jest do jednej z najlepszych rzeźb epoki Odrodzenia powstałych pod wpływem renesansu włoskiego.